# جزيرة أبو داود
جزيرة أبو داود قرية تابعة لمركز السادات في محافظة المنوفية في جمهورية مصر العربية.